# David Lumsdaine
David Newton Lumsdaine (* 31. Oktober 1931 in Paddington, New South Wales; † 12. Januar 2024 in York, Yorkshire) war ein australischer Komponist.

## Leben und Karriere
Lumsdaine studierte am Konservatorium und an der Universität von Sydney, war ab 1953  in London Schüler von Mátyás Seiber und schließlich von Lennox Berkeley an der Royal Academy of Music. Er komponierte mehrere Kantaten nach Texten von Peter Porter und begründete seinen Ruf als Komponist mit Orchesterwerken wie Kelly Ground (1966), Flights (1967), Mandala 1 (1967) und Mandala 2 (1969).
Ab den 1960er Jahren war er auch ein gefragter Musiklehrer. Ab 1970 unterrichtete er an der Universität von Durham, wo er ein Studio für elektronische Musik gründete. Später hatte er gemeinsam mit seiner Frau, der Komponistin Nicola LeFanu, einen Lehrstuhl am King’s College London inne. Nach seinem Rückzug aus dem akademischen Leben 1993 übersiedelte er nach York, wo seine Frau als Musikprofessorin an der Universität wirkte.
Er verstarb 2024 im Alter von 92 Jahren in seiner langjährigen Wahlheimat Großbritannien.

## Werke
- Cantata Nr. 3, 1965
- Easter fresco für Sopran und Kammerensemble, 1966
- Kelly ground für Klavier, 1966
- Flights für Klavierduo, 1967
- Mandala 1 für Bläserquintett, 1967
- Episodes für großes Orchester, 1969
- Annotation of Auschwitz für Sopran und Kammerensemble, 1970
- Looking glass music für Horn, zwei Trompeten, Posaune und Tuba, 1970
- Kangaroo hunt für Perkussion und Klavier, 1971
- Aria for Edward John Eyre für Sopran und Kammerensemble, 1972
- Caliban impromptus für Klaviertrio, 1972
- My sister's song für Sopran solo, 1974
- Ruhe sanfte, sanfte ruh für Klavier, 1974
- Salvation Creek with eagle für großes Orchester, 1974
- Evensong für Brass band, 1975
- Sunflower für Kammerorchester, 1975
- Hagoromo für großes Orchester, 1977
- Mandala 3 für Flöte, Klarinette, Perkussion, Klavier, Viola und Cello, 1978
- Cambewarra für Klavier, 1980
- Shoalhaven für großes Orchester, 1982
- What shall I sing für Sopran und Kammerensemble, 1982
- Mandala 4 für Streichquartett, 1983
- Bagatelles für Flöte, Klarinette, Klavier, Violine, Viola und Cello, 1985
- Where the lilies grow für gemischten Chor a cappella, 1985
- Empty sky, Mootwingee für Flöte, Posaune, zwei Perkussionisten, zwei Klaviere und Cello, 1986
- A dance and hymn for Alexander Maconochie für Flöte, Klarinette, Perkussion, Mandoline, Gitarre, Violine und Kontrabass, 1988
- Mandala 5 für großes Orchester, 1988
- Arc of Stars für Streichorchester, 1990
- A tree telling of Orpheus für Sopran und Kammerensemble, 1990
- Blue upon blue für Cello solo, 1991
- A garden of earthly delights für Cello und Orchester, 1992
- Curlew in the mist für Shakuhachi, 1993
- Rain drums für vier Trommeln, 1993
- Kali dances für großes Kammerensemble, 1994
- Six postcard pieces für Klavier, 1994
- A Norfolk songbook für Sopran und Recorder, 1995
- A little cantata für Sopran und Kammerensemble, 1996